# Cathédrale de la Sainte-Trinité de Žilina
Cette  cathédrale n’est pas la seule cathédrale de la Sainte-Trinité.
La cathédrale de la Sainte-Trinité (en slovaque : Katedrála Najsvätejšej Trojice) est une cathédrale située à Žilina en Slovaquie. C'est la cathédrale du diocèse de Žilina (de). C'est l'un des principaux monuments de la ville avec la tour Burian. Elle fut construite vers 1400.